# Cantone di Roubaix-Ovest
Il Cantone di Roubaix-Ovest era una divisione amministrativa dell'arrondissement di Lilla.
È stato soppresso a seguito della riforma complessiva dei cantoni del 2014, che è entrata in vigore con le elezioni dipartimentali del 2015.
Comprendeva parte della città di Roubaix e i comuni di:
- Croix
- Wasquehal